# Tanto, Stockholm

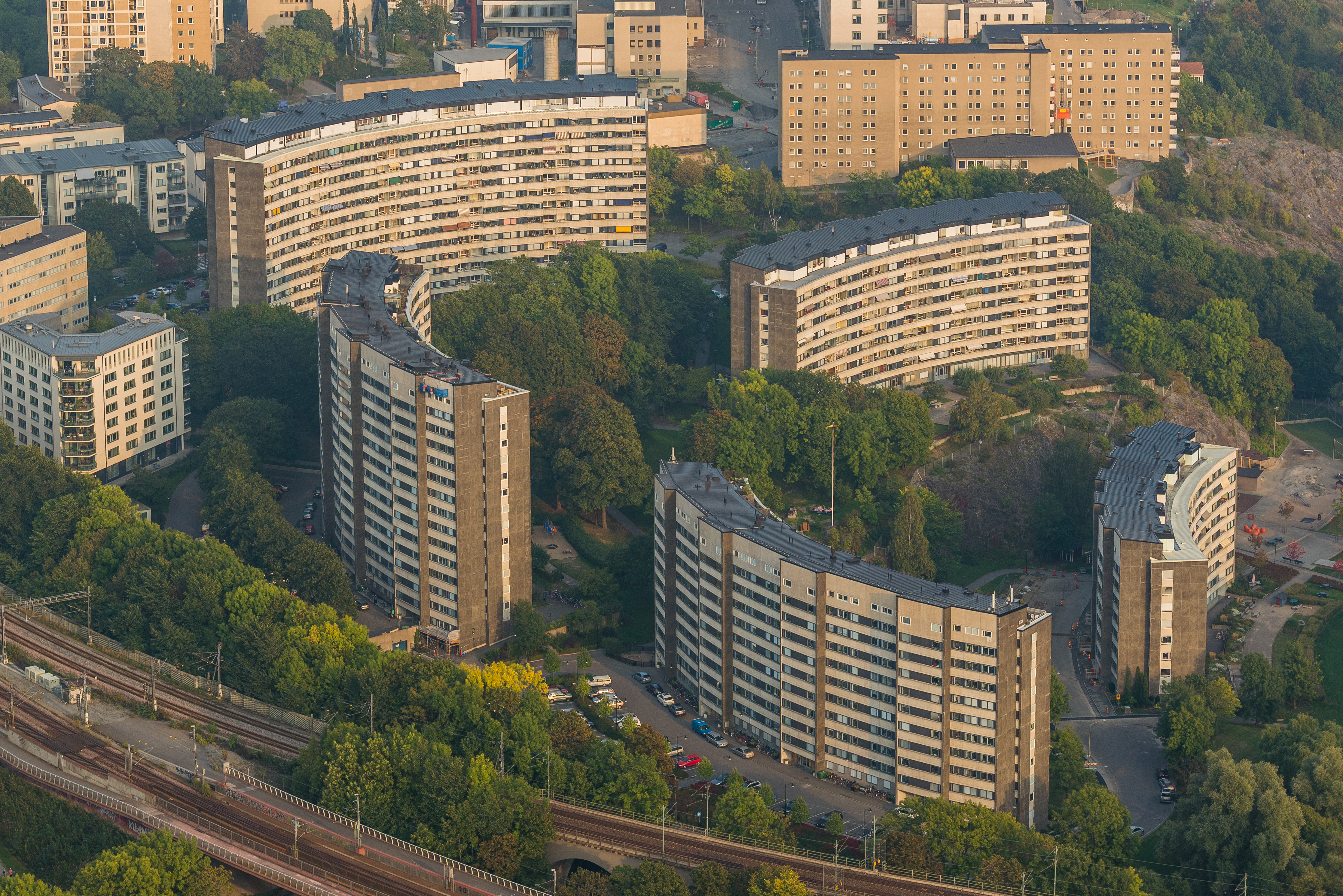
Tantoområdet, september 2014.

Tanto är ett informellt område inom stadsdelen Södermalm i Stockholms innerstad. Det saknar fastställda gränser, men brukar anses omfatta parken Tantolunden och området vid Årstabroarnas norra landfäste fram till Södersjukhuset. Här uppfördes i början av 1960-talet ett bostadsområde bestående av fem böjda skivhus som syns långt över Årstaviken och som enligt Stockholms stadsmuseum utgör ett stort arkitektoniskt och kulturhistoriskt värde.

## Historik

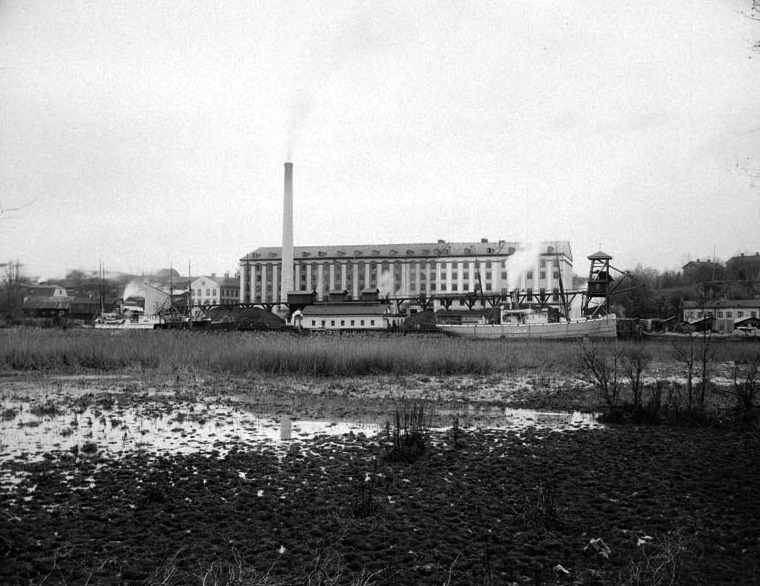
Sockerbruket, vy från Årsta holmar 1900.

Vintervägen över Årstavikens is och den tullbom som fanns på Södermalmssidan (”Tantobommen”, omnämnd bland annat i Carl Michael Bellmans Fredmans epistel nr 53 ”Angående slagsmålet nedanför Danto-Bommen hos T. en höstnatt” ) gav upphov till den första bebyggelsen i det område som snart kom att kallas Tanto. En av de första tomtägarna som omtalas vid början av 1660-talet var Hans Tanto, ibland också kallad Danto eller Tantow. Vem denne Hans Tanto var vet man ej med säkerhet.
Vid mantalsskrivningen 1676 upptas en Hans Danto bosatt på Mariaberget och en Hans Tanto som arrendator i kvarteret Mullvaden på västra Södermalm. Hans Danto och Hans Tanto redovisas som två individer – men skulle också kunna vara samma person. En Barbro Florentina Tanto avled år 1726 och i boutredningen omnämns svärdfejaren Hans Tanto som änkling. Svärdfejaren Hans Tanto dog 1732. Om det är samme man som den Hans Tanto som omnämns på 1660-talet så skulle han i så fall vara i nittioårsåldern. Mer sannolikt är att han är en son med samma namn. Hans Tanto sålde redan år 1669 området till den välbärgade räntmästaren Börje Olofsson Cronberg.
Kassakommissarie Christer Robsahm startade ett sockerbruk i området i Tanto och drev det mellan 1758 och 1769. Mellan åren 1776 och 1824 drevs ett kronobränneri här och 1831 köptes området av klädesfabrikören G. W. Marks von Würtenberg. Han använde en del av lokalerna för den egna klädestillverkningen men hyrde också ut delar av anläggningen till ett sockerbruk som drevs i mindre skala 1833–1850. Det nybildade bolaget Tanto Sockerbruks AB köpte tomten 1855 och uppförde ett stort sockerbruk, ”den största i sitt slag i Sverige och en av de största och vackraste i Europa”. Byggnaden hade sju våningar och fasad mot Årstaviken. År 1907 såldes fastigheten till Svenska Sockerfabriks AB.

## Bostadsområdet Tanto

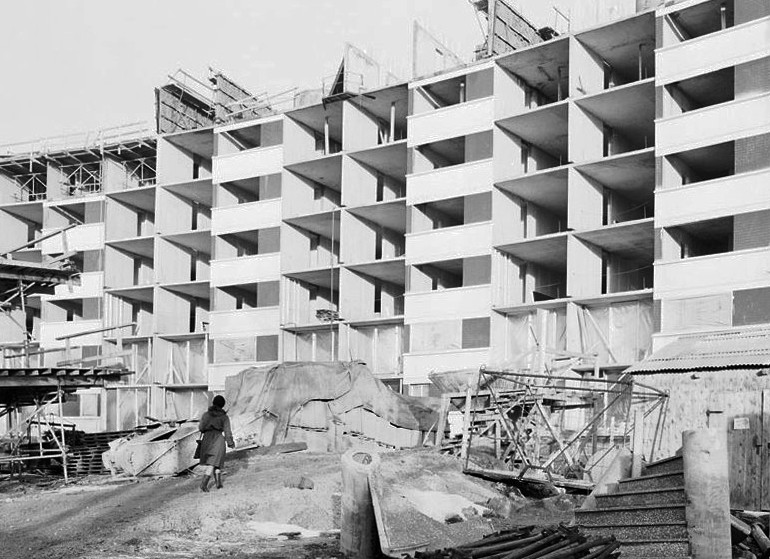
Byggplatsen 1964.

År 1956 beslutade Svenska Sockerfabriks AB att bruket vid Tanto skulle läggas ned och verksamheten koncentreras till Skåne. Under 1962 började man riva bruket och de övriga husen inom fabriksområdet och under åren 1962–1966 lät Svenska Sockerfabriks AB på platsen uppföra fem höga bågformade lamellhus ritade av arkitekterna Åke Ahlström och Kell Åström, som även stod för stadsplanen från 1960.
Husen vänder sig mot syd och Årstaviken och ger ett stadsplanemässigt kraftfullt och skulpturalt uttryck, vilket var arkitekternas avsikt. Den högsta byggnaden i gruppen är 15 våningar hög, den lägsta nio våningar. Kontrastverkan uppnåddes genom balkongernas ljusa betongelement med vitt marmorkross i ytan som står mot gavlarnas svarta skivor. Fönstrens bandverkan förstärktes genom fält av svart, glaserad klinker mellan fönstren.
Bebyggelsen, som syns långt över Årstaviken, grupperar sig runt ett bilfritt parkområde. Husen byggdes av Skånska Cementgjuteriet med betongelement. Inga rester av det gamla sockerbruket lämnades kvar. Svenska Sockerfabriks AB (senare AB Cardo) ägde och förvaltade husen fram till 1980, då HSB:s bostadsrättsförening Tanto bildades. Föreningen omfattar drygt 700 lägenheter med omkring 1 200 boende.
Området består av fem fastigheter Tantobruket 1, Sockerbruket 2 samt Kulltorp 2, 4 och 5 gatunamnet Sockerbruksgränd vittnar om områdets historia. Enligt Stockholms stadsmuseum utgör Tantoområdets bostadsbebyggelse från 1960-talet ett stort arkitektoniskt och kulturhistoriskt värde. Bebyggelsen har blåklassads av Stadsmuseet vilket är den högsta klassen och innebär att bebyggelsens kulturhistoriska värde anses motsvara fordringarna för byggnadsminnen i Kulturmiljölagen. I områdets nordöstra hörn (Kulltorp 3 och 6) tillkom ytterligare två bostadshus. De byggdes i början av 2000-talet av JM efter ritningar av Nyréns Arkitektkontor.

## Bilder

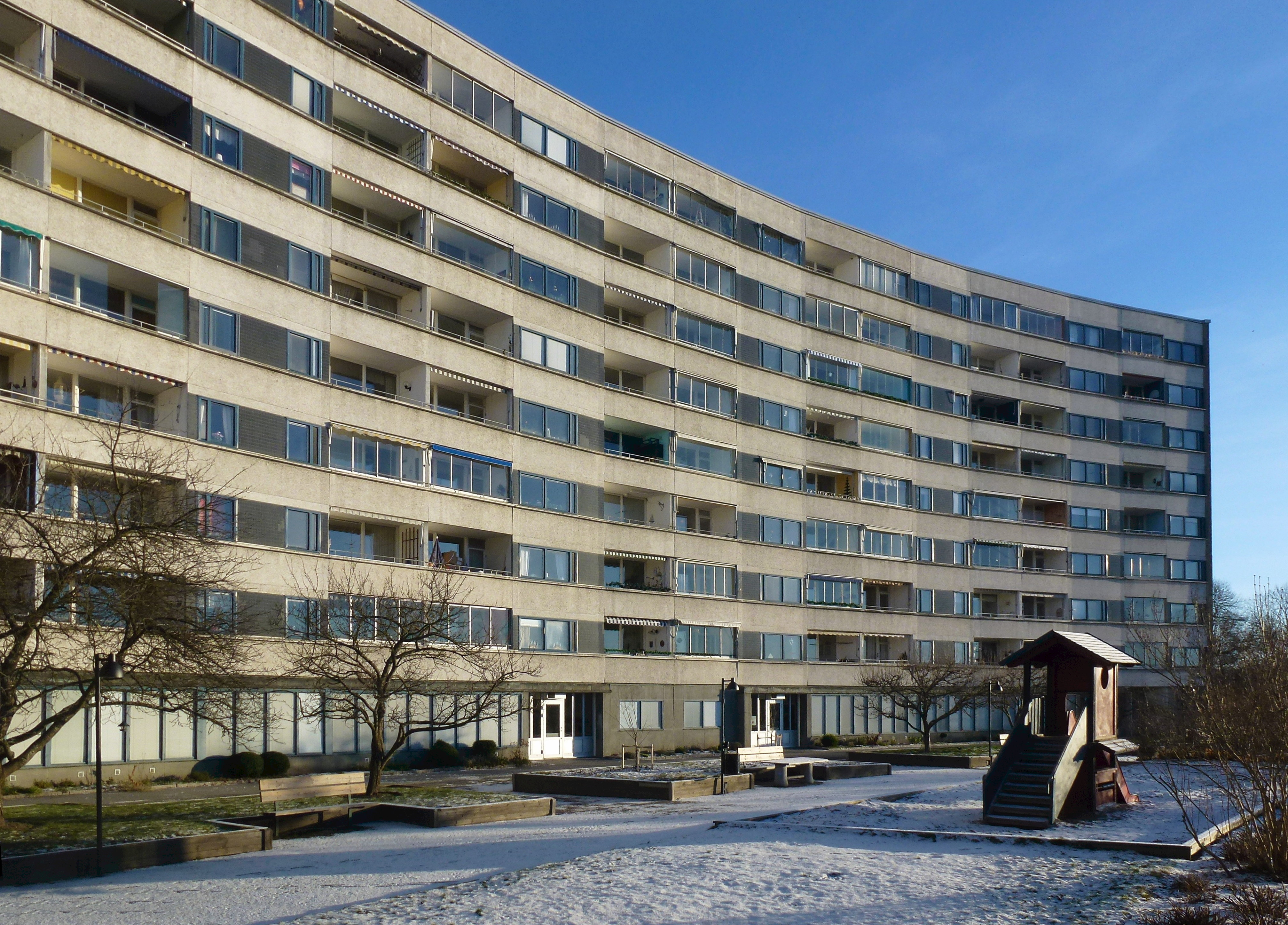
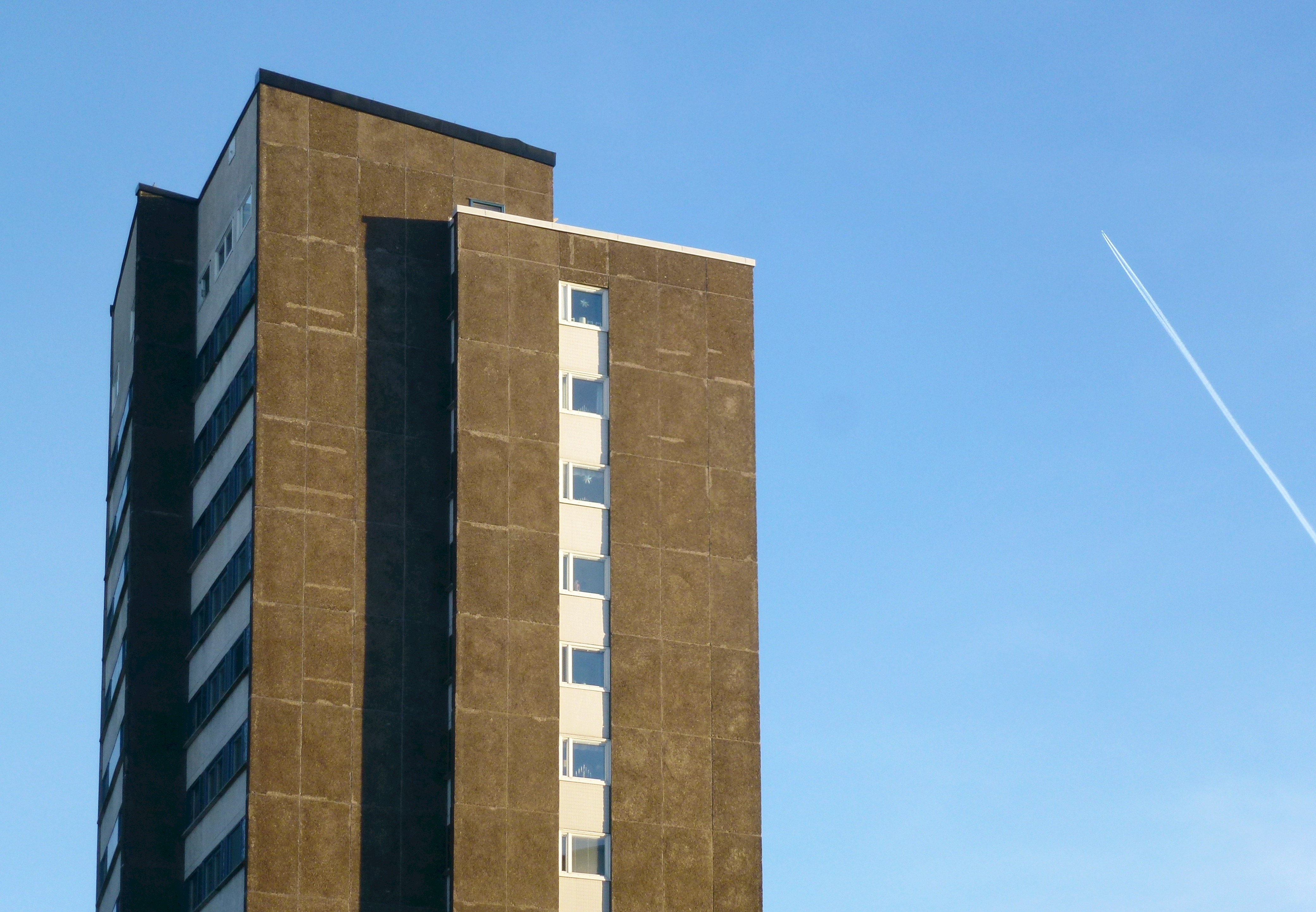
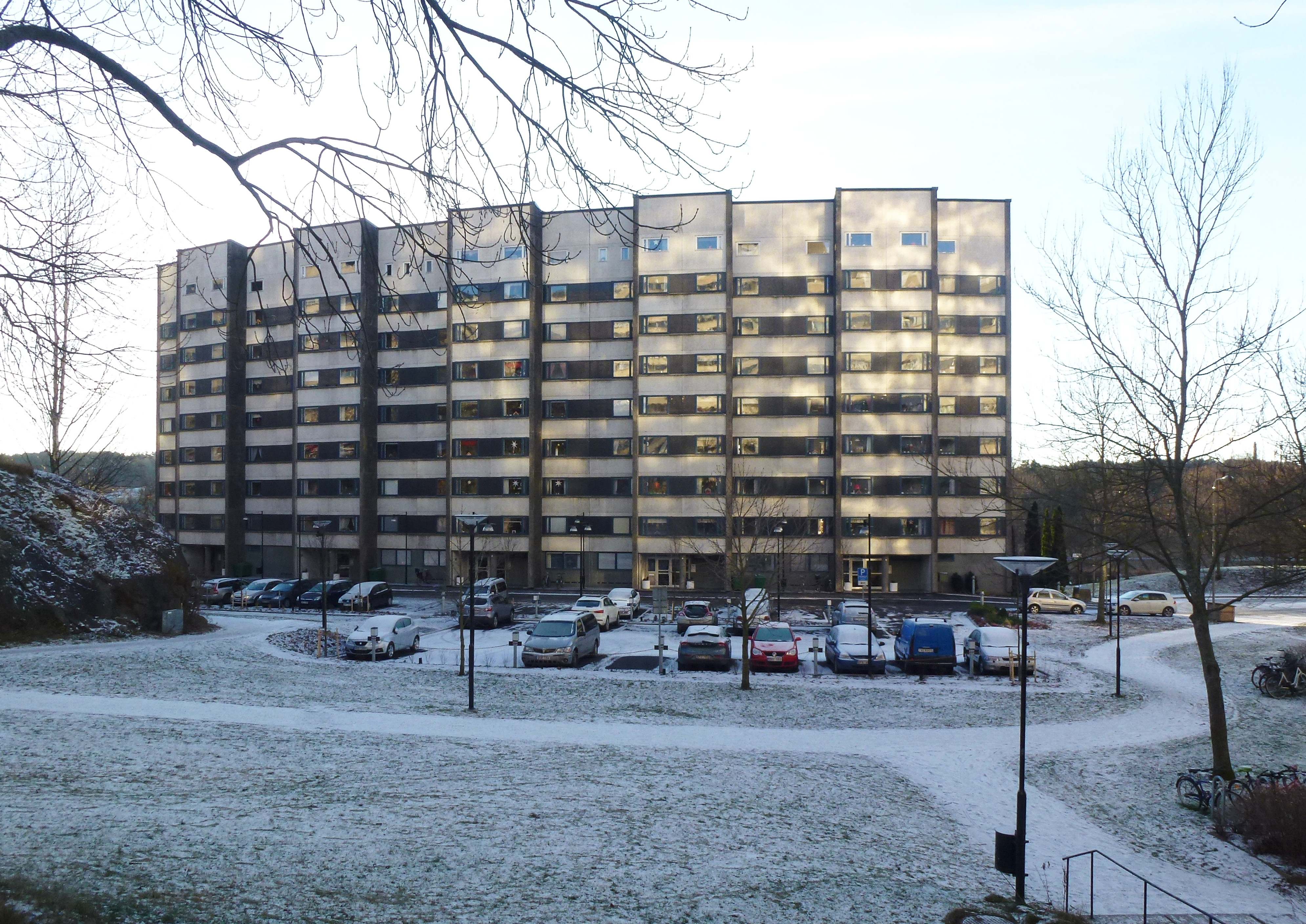
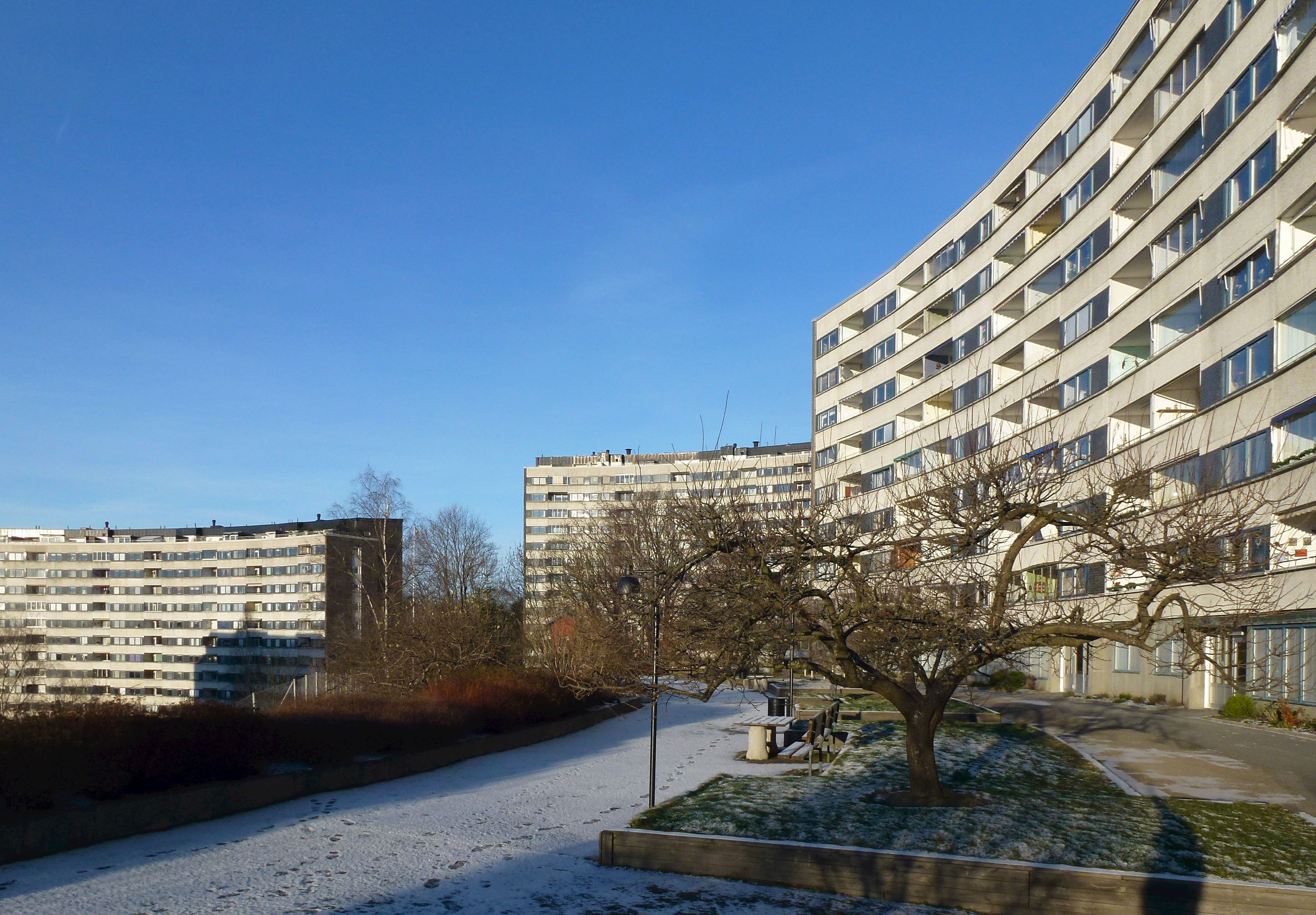

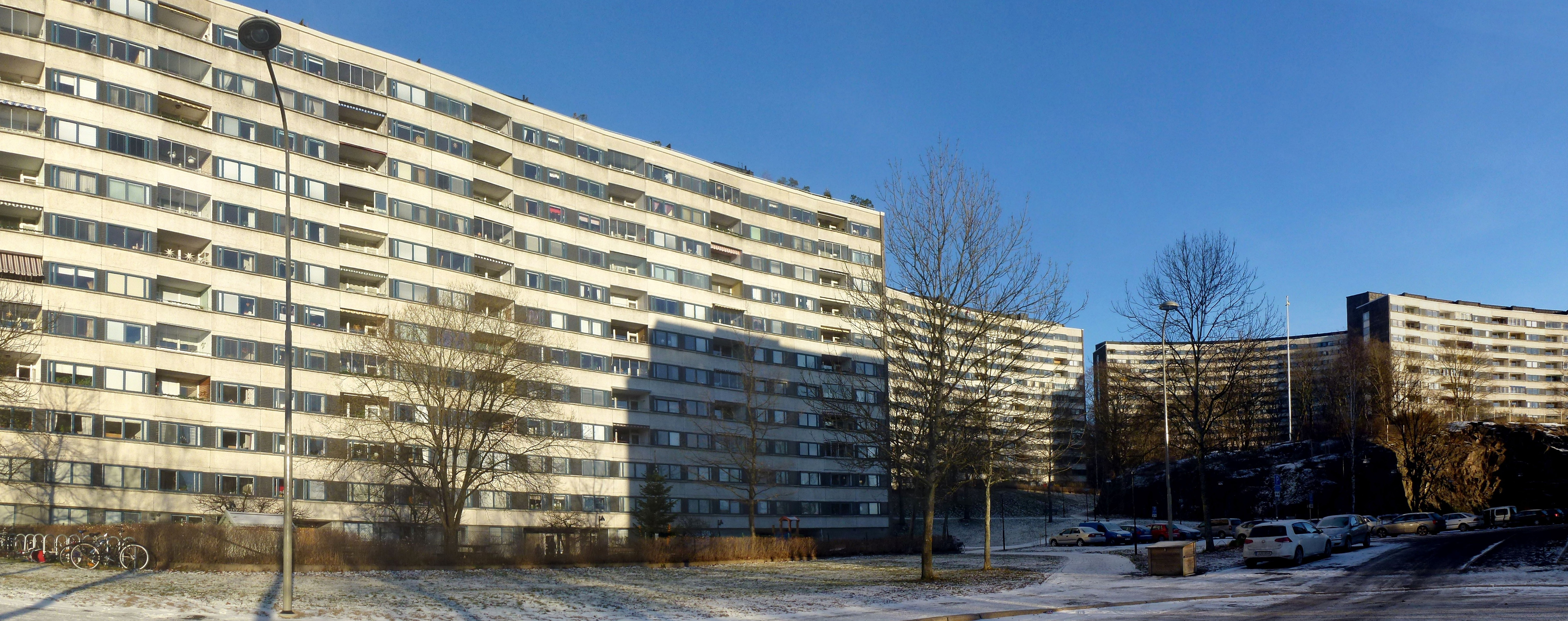
Tantos böjda lamellhus i december 2014.